# Козапскаль
Козапскаль — канадский муниципалитет в провинции Квебек.
Основан в 1880 году. По состоянию на 2006 году имел 2458 жителей. Козапскаль расположен в долине в северных Аппалачах в месте впадения речки Ривьер-Козапскаль в реку Матапедия. Входит в состав регионального муниципалитета Ла-Матапедия. Козапскаль расположен в 20 км к юго-востоку от Амки. Шоссе 132 проходит через Козапскаль с запада на восток; кроме того, есть железнодорожная станция.